# Crucianella bouarfae
Crucianella bouarfae är en måreväxtart som beskrevs av Andreonszkyu. Crucianella bouarfae ingår i släktet Crucianella och familjen måreväxter. Inga underarter finns listade i Catalogue of Life.